# Gavun oliga
Gavun oliga ili gavun mali (lat. Atherina boyeri) blizak je srodnik gavunu, te mu je vrlo sličan, dapače, mnogi ih i ne razlikuju. Imena su im u narodu slična, a ponekad i ista. Tako oligu nazivaju i batelj, čiga, gaun batelj, gaun hrskavac, grčki, brfun, grima, mahača, ojiga, tupača,... Naraste manje od gavuna, do nekih 10 cm duljine, a način života, ponašanja i mriještenja mu je kao i kod gavuna. Vrlo je cijenjen u prehrani, te se stoga lovi. Oliga je mesojed, hrani se zooplanktonom, kao i malim crvićima i račićima, te ribljom mlađi. 

## Rasprostranjenost
Stanište gavuna olige je Mediteran, uključujući Crno more, te mali dio Atlantika od Španjolske do Mauritanije, kao i oko Madeire. Ponekad zaluta i oko obala Engleske i Nizozemske. U Crnom i Azovskom moru postoji podvrsta ove ribe (Atherina boyeri pontica),a druga podvrsta obitava u Kaspijskom jezeru (Atherina boyeri caspia).